# 도요미역
도요미역(일본어: 豊実駅)은 일본 니가타현 히가시칸바라군 아가정에 위치한 동일본 여객철도 반에쓰사이선의 철도역이다. 단선 승강장 1면 1선의 구조를 갖춘 지상역이다.

## 역 주변
- 국도 제459호선
- 아가노강

## 역사
- 1914년 11월 1일 : 철도원 이와에쓰 선 · 노자와 역 - 니쓰 역 간 개통때에 개업.
- 1983년 2월 28일 : 교환 설비 철거, 무인화.
- 1987년 4월 1일 : 일본국유철도 분할 민영화에 의해, 동일본 여객철도가 승계.

## 인접 역
| 동일본 여객철도 ■ 반에쓰사이선 | 동일본 여객철도 ■ 반에쓰사이선 | 동일본 여객철도 ■ 반에쓰사이선 |
| ------------------------------ | ------------------------------ | ------------------------------ |
| 도쿠사와 고리야마 방면         | ■ 보통                         | 히데야 니쓰 방면               |